# Gilbert Forbes
Gilbert Forbes (* 5. August 1908; † 30. August 1986) war ein Chirurg, Rechtsmediziner und Hochschullehrer.
Forbes besuchte die Hillhead High School und studierte anschließend an der University of Glasgow Medizin. 1930 schloss er mit B.Sc. ab. 1933 folgten Abschlüsse MB und Ch.B. und 1945 schließlich MD. Er nahm eine Anstellung als Polizei-Chirurg in Sheffield an, und er lehrte ab 1937 an der University of Sheffield forensische Medizin. 1948 folgte seine Beförderung zum Senior Lecturer und 1956 zum Reader.
1964 berief ihn die University of Glasgow als Nachfolger von John Glaister zum Regius Professor of Forensic Medicine. Forbes blieb in der Professur, bis er sich 1974 zum Ende des Semesters vom Lehrstuhl zurückzog. Sein Nachfolger wurde William Arthur Harland.

## Bibliografie
- 1943: The effect of alcohol on psycho-motor reactions, studied particularly from the medico-legal aspect
- 1975: Legal aspects of dental practice by Gilbert Forbes